# Stämpling (skogsbruk)

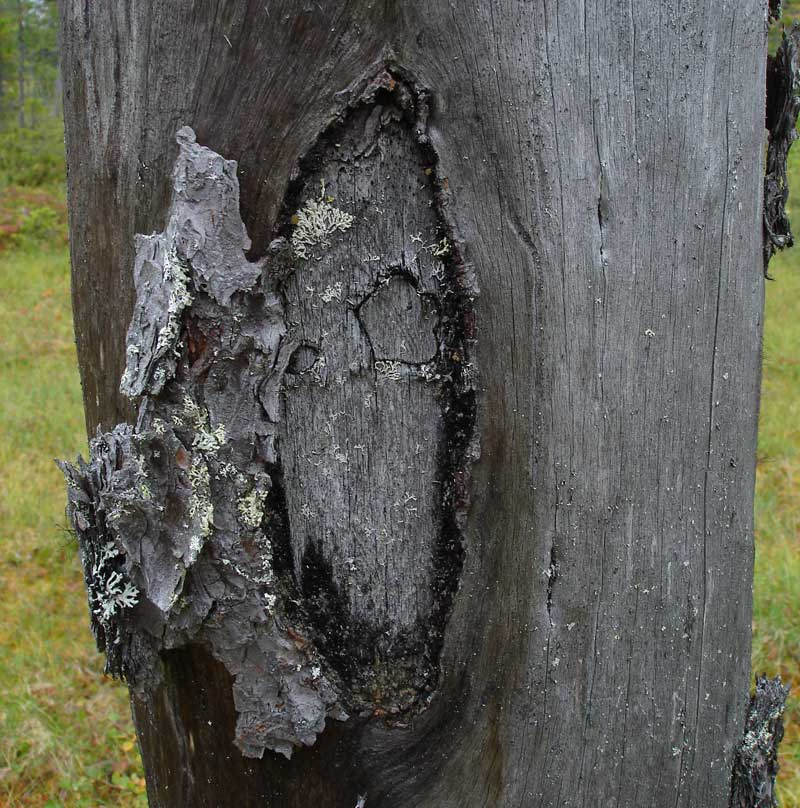
Stämplad tall som blivit kvar. Märket från stämpelyxan syns fortfarande i den döda, torra stammen – en krona, som visar att trädet var statens.

Stämpling är inom skogsbruk att välja ut träd för avverkning. Det sker som regel inför försäljning av en rotpost och utförs genom att en förrättningsman mäter upp träden med en dataklave. Mätdata sammanställs i en stämplingsrapport eller stämplingslängd som skogsägaren kan lämna till potentiella virkesköpare för att dessa ska kunna lägga anbud.
Ordet stämpling kan även användas för en grupp av stämplade träd, ofta synonymt med rotpost.

## Historia

Stämpelyxa med initialerna "M F B" - Magnus Fredrik Brahe.

Bläcka.

### Sverige
I Sverige infördes stämpling på Kronans skogar efter avvittringen i slutet av 1800-talet. Inför försäljningen av en rotpost märktes de träd som skulle avverkas med en särskild stämpelyxa som baktill var försedd med en vass stämpel. En bit av barken höggs bort med yxbladet, varefter man vände på yxan och slog in stämpelmärket i träet. I början av 1900-talet var nästan all skog som avverkades stämplad. 
Arbetet skedde helst på barmark under sensommaren och hösten. Ett stämplingslag bestod oftast av tre-fyra personer: jägmästaren, som valde ut lämpliga träd, stämplaren, som bläckade träden,  och prickaren som förde protokoll. Stämplaren bläckade trädet i brösthöjd och vid roten och slog själva stämpeln. Därefter beräknade jägmästaren den uppmätta skogen som skulle avverkas.
År 1916 infördes den så kallade klappalätten för märkning av träd med rödfärg.
Man kunde också tala om stämpling i samband med att avverkat timmer märktes med stämpelhammare eller stukyxa för att kunna identifieras vid flottning.
Märkningarna låg förr i tiden till grund för ersättningen till huggare och hästkörare.